# Aeroporto Carlos Hott Siebert

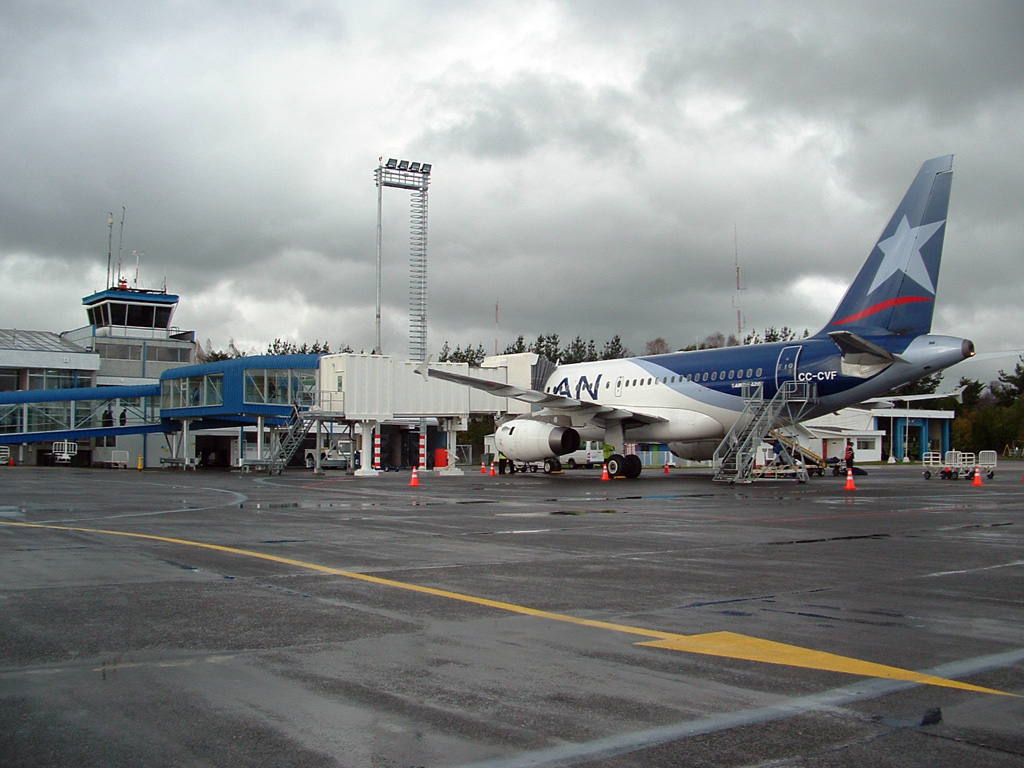
Imagem externa do Aeroporto Carlos Hott Siebert

O Aeroporto Carlos Hott Siebert é um aeroporto situado na cidade de Osorno, no Chile.